# ルイス・オリヴェイラ・ゴンサルヴェス
ルイス・オリヴェイラ・ゴンサルヴェス（Luís Oliveira Gonçalves、1960年6月22日 - ）は、アンゴラのサッカー指導者。

## 来歴
2003年11月にアンゴラ代表監督に就任。2006 FIFAワールドカップ・アフリカ予選では、同じグループになったナイジェリアなどを抑えて、アンゴラ史上初となる2006 FIFAワールドカップ出場に導いた。2008年9月まで代表監督を務めた